# Загривье (Вологодская область)
Загривье — деревня в Бабаевском районе Вологодской области.
Входит в состав Дубровского сельского поселения, с точки зрения административно-территориального деления — в Дубровский сельсовет.
Расстояние по автодороге до районного центра Бабаево составляет 38 км, до центра муниципального образования деревни Дубровка — 1 км. Ближайшие населённые пункты — Дубровка, Лукьяново, Папино, Селиверстово.
Население по данным переписи 2002 года — 44 человека (22 мужчины, 22 женщины). Всё население — русские.